# American Music Awards de 1997
O American Music Awards de 1997 foi realizado em 27 de janeiro de 1997, no Shrine Auditorium, em Los Angeles, nos Estados Unidos. A cerimônia foi apresentada pelo comediante estadunidense Sinbad. A premiação reconheceu os álbuns e artistas mais populares do ano de 1997.

## Performances
| Artista        | Canção                                                              | Apresentado por |
| -------------- | ------------------------------------------------------------------- | --------------- |
| Toni Braxton   | "Un-Break My Heart" (Soul Hex Anthem Vocal) "You're Makin' Me High" | —               |
| Bush           | "Greedy Fly"                                                        | Sinbad          |
| LeAnn Rimes    | "Unchained Melody"                                                  | Garth Brooks    |
| Keith Sweat    | "Nobody"                                                            | Sinbad          |
| Mötley Crüe    | "Shout at the Devil"                                                | Pamela Anderson |
| Brooks & Dunn  | "A Man This Lonely"                                                 | Sinbad          |
| New Edition    | "I'm Still in Love with You"                                        | Sinbad          |
| Metallica      | "King Nothing"                                                      | Sinbad          |
| Little Richard | "Good Golly Miss Molly"                                             | Arsenio Hall    |
| Rod Stewart    | "If We Fall In Love Tonight"                                        | Sinbad          |
| Alan Jackson   | "Everything I Love"                                                 | Sinbad          |
| Nas            | "Street Dreams" "f I Ruled The World (Imagine That)"                | Sinbad          |

## Vencedores e indicados
Os vencedores estão listados em negrito.
| Cantor de Pop/Rock Favorito (apresentado por Sinbad)                                             | Cantora de Pop/Rock Favorita (apresentado por Sinbad)                                                        |
| ------------------------------------------------------------------------------------------------ | --- |
| - Eric Clapton - Bryan Adams - Seal                                                              | - Alanis Morissette - Mariah Carey - Celine Dion                                                             |
| Banda/Dupla/Grupo de Pop/Rock Favorito (apresentado por "Weird Al" Yankovic e Melissa Joan Hart) | Álbum de Pop/Rock Favorito (apresentado por Paula Abdul)                                                     |
| - Hootie & the Blowfish - Fugees - Dave Matthews Band                                            | - Jagged Little Pill – Alanis Morissette - Anthology 1 e Anthology 2 – The Beatles - Daydream – Mariah Carey |
| Revelação de Pop/Rock Favorita (apresentado por Faith Hill e Fugees)                             | Revelação de Country Favorita (apresentado por Shania Twain)                                                 |
| - Jewel - Donna Lewis - No Doubt                                                                 | - LeAnn Rimes - Terri Clark - Mindy McCready                                                                 |
| Cantor de Country Favorito (apresentado por Deana Carter e Terri Clark)                          | Cantora de Country Favorita (apresentado por Céline Dion e Lionel Richie)                                    |
| - Garth Brooks - Alan Jackson - George Strait                                                    | - Shania Twain - Faith Hill - Wynonna                                                                        |
| Banda/Dupla/Grupo de Country Favorito (apresentado por Brian Austin Green e Martina McBride)     | Álbum de Country Favorito (apresentado por Suzy Bogguss e Mindy McCready)                                    |
| - Brooks & Dunn - Blackhawk - The Mavericks                                                      | - Blue Clear Sky - George Strait - Fresh Horses - Garth Brooks - The Woman in Me – Shania Twain              |
| Cantor de Soul/R&B Favorito (apresentado por Jonathan Silverman e Chaka Khan)                    | Cantora de Soul/R&B Favorita (apresentado por Donna Lewis e LL Cool J)                                       |
| - Keith Sweat - D'Angelo - R. Kelly                                                              | - Toni Braxton - Brandy - Mariah Carey                                                                       |
| Banda/Dupla/Grupo de Soul/R&B Favorito (apresentado por Lisa Rinna e Tony Rich)                  | Álbum de Soul/R&B Favorito (apresentado por D'Angelo e Tamia)                                                |
| - New Edition - Fugees - TLC                                                                     | - Secrets - Toni Braxton - Daydream – Mariah Carey - Keith Sweat - Keith Sweat                               |
| Revelação de Soul/R&B (apresentado por Merrill Bainbridge e Coolio)                              | Artista de Rap/Hip-Hop Favorito (apresentado por Brandy e Ray J)                                             |
| - D'Angelo - Deborah Cox - Tony Rich Project                                                     | - 2Pac - Bone Thugs-N-Harmony - Coolio                                                                       |
| Artista Adulto Contemporâneo Favorito (apresentado por Blackhawk)                                | Artista Alternativo Favorito (apresentado por Donna D'errico e Dishwalla)                                    |
| - Whitney Houston - Mariah Carey - Céline Dion                                                   | - The Smashing Pumpkins - Bush - Stone Temple Pilots                                                         |
| Artista de Heavy Metal/Hard Rock Favorito (apresentado por Alice Cooper e Pat Boone)             | Trilha Sonora Favorita (apresentado por Joely Fisher e The Mavericks)                                        |
| - Metallica - The Smashing Pumpkins' - Stone Temple Pilots                                       | - Waiting to Exhale - The Nutty Professor - O Corvo - A Cidade dos Anjos                                     |
| Prêmio de Mérito (apresentado por Arsenio Hall)                                                  | Prêmio Artista Internacional (apresentado por Quincy Jones)                                                  |
| Little Richard                                                                                   | Bee Gees |